# Karl-Gustaf Vingqvist
Karl-Gustaf Vingqvist (ur. 15 października 1883 w Tived, zm. 19 listopada 1967 w Lund) – szwedzki sportowiec, olimpijczyk.
Na Igrzyskach wystąpił w ich letniej edycji z 1908 w Londynie, gdzie zdobył złoty medal w drużynowych zawodach gimnastycznych.